# Bassania extremata
Bassania extremata är en fjärilsart som beskrevs av W. Warren 1906. Bassania extremata ingår i släktet Bassania och familjen mätare. Inga underarter finns listade i Catalogue of Life.